# Hideomi Yamamoto
Hideomi Yamamoto (jap. 山本 英臣, Yamamoto Hideomi; * 26. Juni 1980 in Ichikawa, Präfektur Chiba) ist ein japanischer Fußballspieler.

## Karriere
Hideomi Yamamoto erlernte das Fußballspielen in der Jugendmannschaft des Erstligisten JEF United Ichihara Chiba. Hier unterschrieb er 1999 auch seinen ersten Profivertrag. Der Verein aus Ichihara, einer Großstadt in der Präfektur Chiba, spielte in der höchsten Liga des Landes, der J1 League. Bis Ende 2002 kam er auf nur vier Einsätze in der ersten Liga. 2003 wechselte er zu Ventforet Kofu. Der Club aus Kōfu spielte in der zweiten Liga, der J2 League. 2005 wurde er mit Kōfu Tabellendritter und stieg in die erste Liga auf. Nach zwei Jahren musste er Ende 2007 wieder den Weg in die zweite Liga antreten. 2010 wurde er Vizemeister und stieg wieder in die erste Liga auf. Nach nur einer Saison stieg er 2011 wieder in die J2 ab. Ein Jahr später feierte er mit Ventforet die Meisterschaft der Zweiten Liga und stieg direkt wieder in die J1 auf. Dieses Mal konnte sich der Club fünf Jahre in der ersten Liga halten. Ende 2017 musste er allerdings wieder den Weg in die Zweitklassigkeit antreten. Am 15. Oktober 2022 stand er mit Kofu im Finale des japanischen Pokals, wo man im Elfmeterschießen den Erstligisten Sanfrecce Hiroshima besiegte.

## Erfolge
Ventforet Kofu
- Japanischer Zweitligameister: 2012  ▲

- Japanischer Pokalsieger: 2022